# The K2
The K2 (Hangul: 더 케이투?, Deo Ke-ituLR) è una serie televisiva sudcoreana del 2016 con protagonisti Ji Chang-wook, Im Yoon-ah e Song Yoon-ah, trasmessa ogni venerdì e sabato alle 20:00 (KST) su tvN dal 23 settembre al 12 novembre 2016 per 16 episodi.

## Trama
Kim Je-ha lavora come mercenario per la compagnia militare privata Blackstone, ma, mentre lavora in Iraq, viene accusato ingiustamente dell'omicidio della sua amata, la civile Rania; riesce a scappare, ma diventa un ricercato a livello internazionale. Tornato di nascosto in Corea del Sud, una serie di eventi lo porta a ricevere un'offerta di lavoro da Choi Yoo-jin, proprietaria della compagnia di sicurezza JSS e moglie del candidato alla presidenza Jang Se-joon. Inizialmente titubante, Je-ha alla fine accetta il lavoro in cambio delle risorse a lui necessarie per vendicarsi di un altro candidato alla presidenza, Park Kwan-soo, mandante dell'omicidio di Rania. Nel frattempo, Je-ha viene assegnato alla sorveglianza di Go An-na, la figlia illegittima di Jang Se-joon, tenuta rinchiusa dalla matrigna dopo la morte della madre quando era piccola, e i due s'innamorano. Je-ha è quindi combattuto tra il dover lavorare con Yoo-jin per vendicarsi e proteggere An-na dalla stessa Yoo-jin.

## Personaggi

### Principali
- Kim Je-ha/K2, interpretato da Ji Chang-wook e Choi Seung-hoon (da bambino)
- Go An-na, interpretata da Im Yoon-ah e Lee Yoo-joo (da bambina)
- Choi Yoo-jin, interpretata da Song Yoon-ah
- Jang Se-joon, interpretato da Jo Sung-ah
- Park Kwan-soo, interpretato da Kim Kap-soo
- Choi Sung-won, interpretato da Lee Jung-jin
- Kim Dong-mi, interpretata da Shin Dong-mi
- Jang Mi-ran/J4, interpretata da Lee Ye-eun
- Kang Sung-gyu/K1, interpretato da Lee Jae-woo
- Assistente di Park Kwan-soo, interpretato da Lee Chul-min
- Song Young-chun, interpretato da Song Kyung-chul
- Capo della squadra medica della JSS, interpretata da So Hee-jung

## Ascolti
| Episodio | Data di trasmissione | Dati AGB            | Dati AGB                   | Dati TNMS           | Dati TNMS |
| Episodio | Data di trasmissione | A livello nazionale | Area metropolitana di Seul | A livello nazionale |           |
| -------- | -------------------- | ------------------- | -------------------------- | ------------------- | --------- |
| 1        | 23 settembre 2016    | 3,225%              | 3,257%                     | 4,2%                |           |
| 2        | 24 settembre 2016    | 3,396%              | 3,821%                     | 4,9%                |           |
| 3        | 30 settembre 2016    | 4,390%              | 4,743%                     | 4,6%                |           |
| 4        | 1 ottobre 2016       | 3,948%              | 3,936%                     | 5,4%                |           |
| 5        | 7 ottobre 2016       | 4,622%              | 4,820%                     | 5,2%                |           |
| 6        | 8 ottobre 2016       | 6,636%              | 8,489%                     | 5,6%                |           |
| 7        | 14 ottobre 2016      | 5,059%              | 5,343%                     | 6,1%                |           |
| 8        | 15 ottobre 2016      | 5,707%              | 7,410%                     | 6,4%                |           |
| 9        | 21 ottobre 2016      | 4,849%              | 5,410%                     | 4,6%                |           |
| 10       | 22 ottobre 2016      | 5,646%              | 6,688%                     | 5,2%                |           |
| 11       | 28 ottobre 2016      | 4,932%              | 5,817%                     | 4,5%                |           |
| 12       | 29 ottobre 2016      | 5,369%              | 5,717%                     | 5,0%                |           |
| 13       | 4 novembre 2016      | 4,489%              | 5,210%                     | 4,5%                |           |
| 14       | 5 novembre 2016      | 4,574%              | 5,279%                     | 5,4%                |           |
| 15       | 11 novembre 2016     | 5,523%              | 6,538%                     | 5,2%                |           |
| 16       | 12 novembre 2016     | 5,467%              | 6,537%                     | 5,5%                |           |
| Media    | Media                | 4,865%              | 5,563%                     | 5,1%                |           |

## Colonna sonora
1. The K2 Main Theme
2. Today (오늘도) – Kim Bo-hyung
3. Sometimes (아주 가끔) – Yoo Sung-eun
4. Amazing Grace – Im Yoon-a
5. Love You – Min Kyung-hoon
6. As If Time Has Stopped (시간이 멈춘듯) – Park Kwang-sun
7. Anemone
8. The Witch and the Girl
9. Mirror Mirror
10. Wolf Knight
11. Quando Corpus Morietur
12. Wolf's Song
13. Serenade
14. Witching Hour
15. The Witch's Advice
16. Der Rosenkavalier
17. Against the Odds
18. A Queen of the Forest
19. Anna's Appassionata
20. Anemone

## Riconoscimenti
| Anno | Premio                           | Categoria                       | Ricevente     | Risultato       |
| ---- | -------------------------------- | ------------------------------- | ------------- | --------------- |
| 2016 | Asia Artist Awards               | Premio alla popolarità, attrice | Im Yoon-ah    | Vincitore/trice |
| 2016 | Asia Artist Awards               | Premio stella asiatica, attrice | Im Yoon-ah    | Vincitore/trice |
| 2016 | Korea's Best Dresser Swan Awards | Attrice meglio vestita          | Im Yoon-ah    | Vincitore/trice |
| 2016 | Korea's Best Dresser Swan Awards | Attore meglio vestito           | Ji Chang-wook | Vincitore/trice |